# Trois-ponts (navire)
Pour les articles homonymes, voir Trois-Ponts (homonymie).

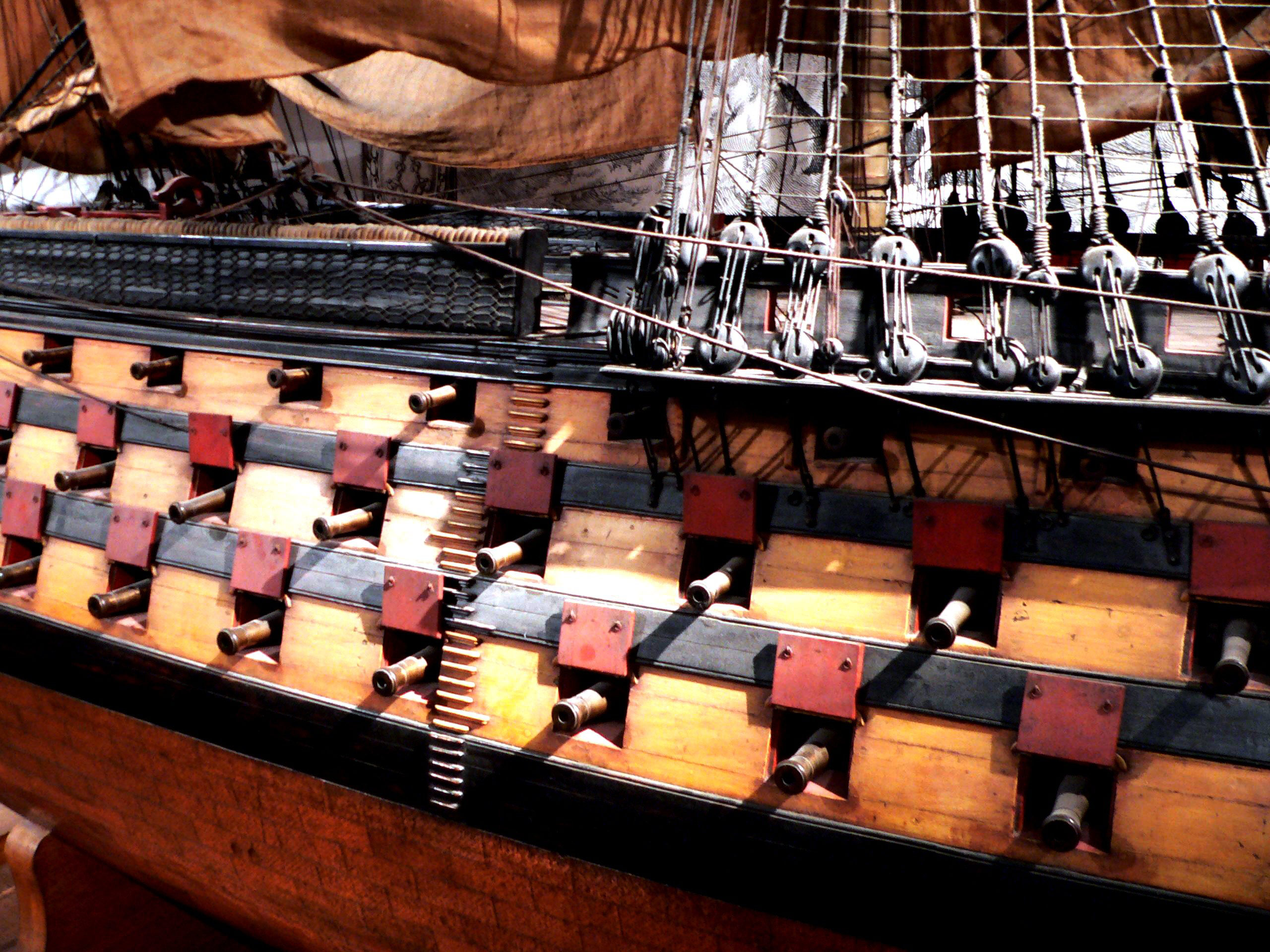
Les batteries de lOcéan, disposées sur trois rangs.

Les « trois-ponts » sont des vaisseaux de guerre apparus au XVIIe siècle. Pendant plus de 200 ans, ce furent les plus puissants bâtiments militaires à voiles que les grandes puissances navales pouvaient déployer en opération. Ils servaient souvent de vaisseaux amiraux. Ils disparurent au XIXe siècle avec l’avènement de la marine à vapeur.

## Historique

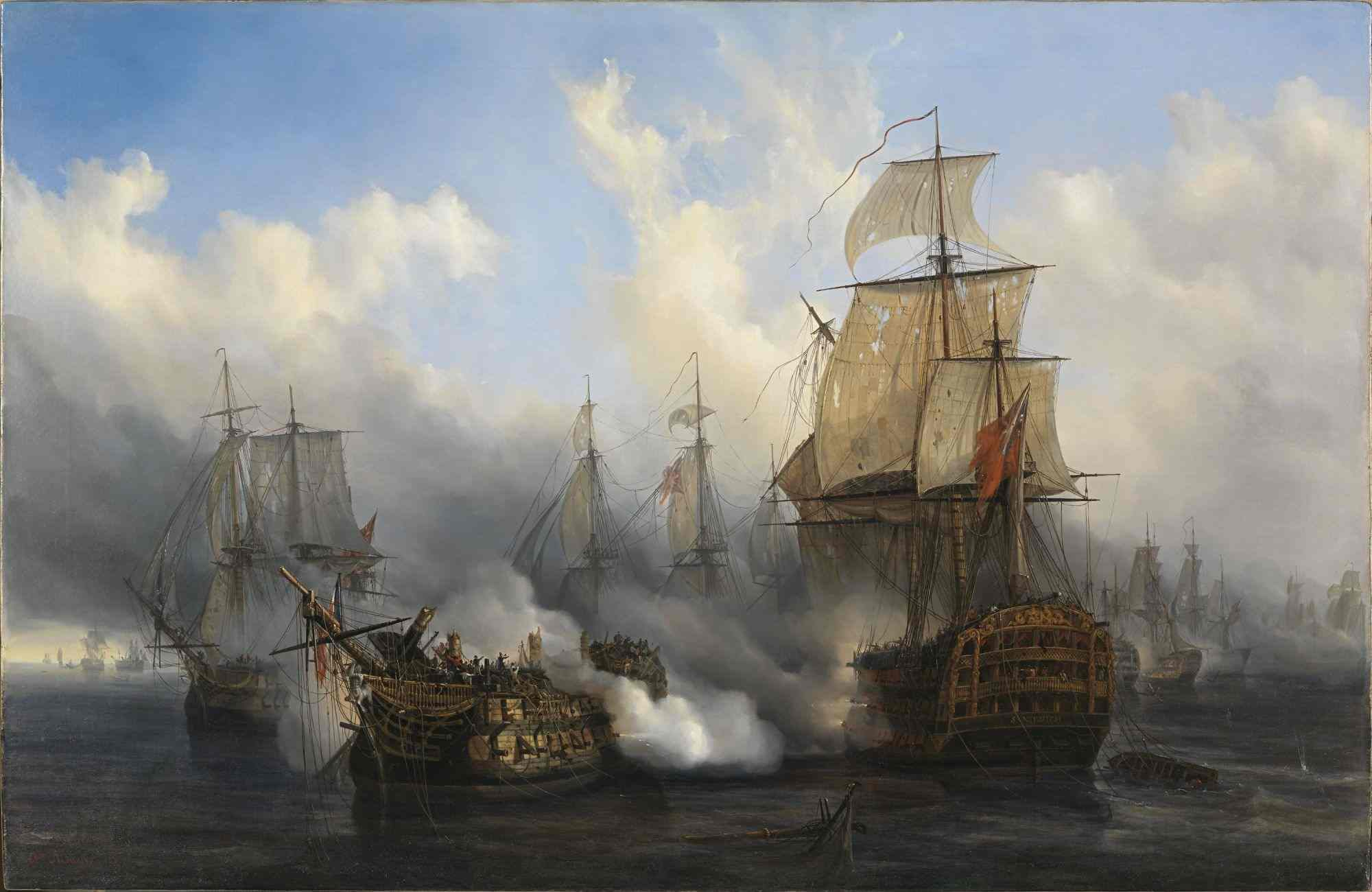
« Combat glorieux du vaisseau le Bucentaure contre trois vaisseaux anglais » (titre reconstitué?), à la bataille de Trafalgar le 21 octobre 1805. Tableau d'Auguste Mayer (1805–1890), peint en 1836 (musée national de la Marine de Paris). Ce tableau illustre trois types de navires : au 1er plan le Bucentaure démâté, qui est un deux-ponts de second rang, et le navire amiral de Villeneuve commandant la flotte franco-espagnole. À droite, faisant feu sur lui, le (erreur), et à gauche le, tous deux vaisseaux trois-ponts de deuxième rang. En arrière-plan le, à trois-ponts et de premier rang. Le navire démâté sur le devant de la scène, est parfois considéré comme étant le (par erreur encore). Tous deux capturés par la Royal Navy, très endommagés et essuyant une tempête, les deux navires coulent peu après, même si le Bucentaure avait repris sa liberté à la faveur de la tempête, pour peu de temps.

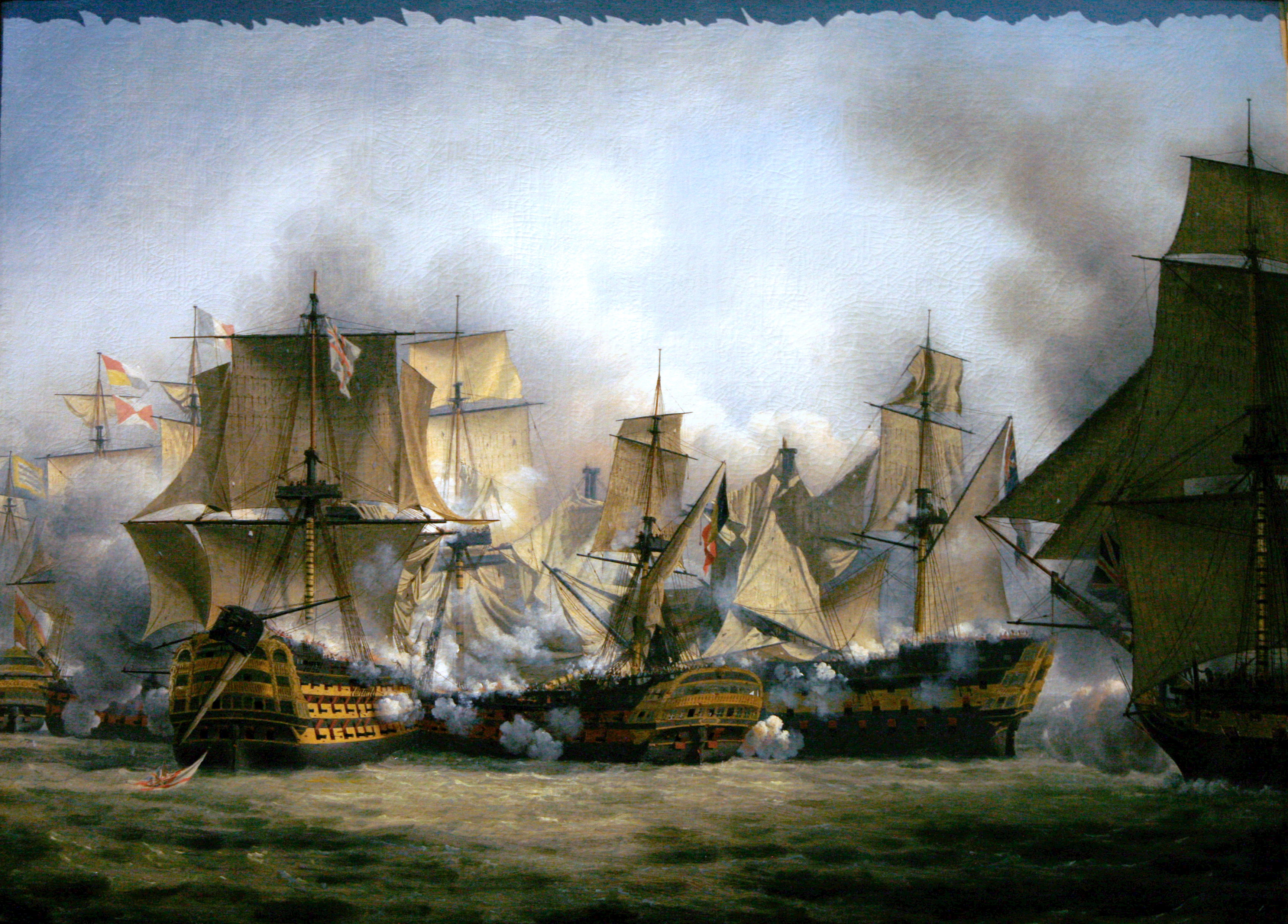
Sur ce tableau de Louis-Philippe Crépin (1772–1851), peint en 1807 (Musée national de la Marine), on voit mieux au centre le Redoutable, un navire de troisième rang français armé de 74 canons et portant deux ponts d'artillerie, soit un bon compromis entre maniabilité et puissance de feu. Il est ici aux prises, le même jour à Trafalgar, avec le trois-ponts (navire amiral de Nelson) à sa gauche, et avec le trois-ponts à sa droite.

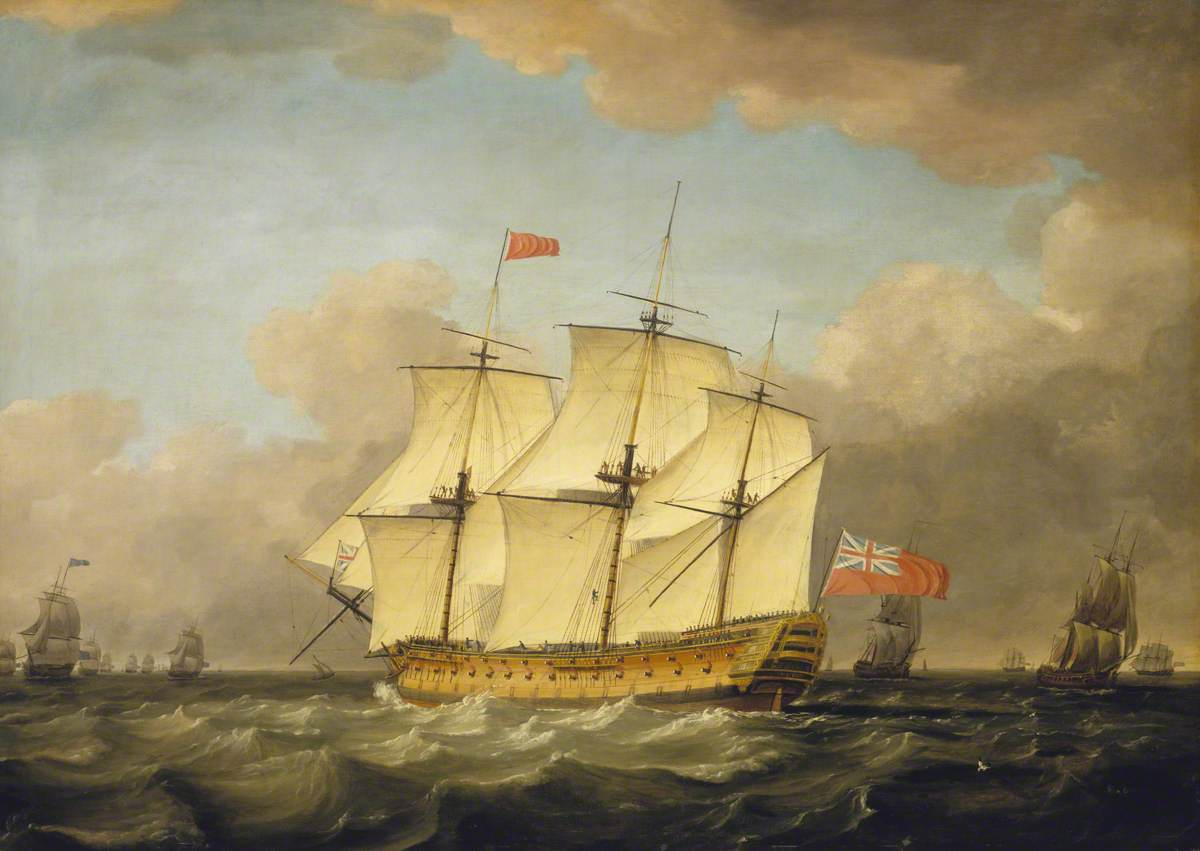
Tableau de Monamy Swaine (c.1750-c.1800) : le trois-pont de premier rang HMS Victory quittant la Manche en 1793, conservé au Royal Museum de Greenwich.

Un vaisseau à trois-ponts est un navire de guerre à voile emportant trois batteries de canons complètes sur trois ponts couverts. La plupart du temps les gaillards étaient également armés de canons, mais ne constituaient pas une batterie continue ou flush deck et donc n'étaient pas pris en compte. Les trois-ponts étaient considérés comme les navires de ligne par excellence, c'est-à-dire d'une puissance suffisante pour faire partie d'une ligne de bataille. « Sa masse imposante, la puissance de son artillerie, la richesse de sa décoration semblent devoir lui donner la souveraineté des mers, lui conférant ainsi un intérêt tout particulier. Vaisseau de prestige, il n’existe qu’en nombre réduit dans les armées navales du XVIIIe siècle où son rôle est de porter et défendre la marque de l’amiral » : le trois-ponts est donc le navire amiral par excellence.
Dans le système de classement des vaisseaux, ils étaient considérés comme des navires de premier ou de deuxième rang, bien qu'en réalité les trois-ponts de cette dernière catégorie fussent plutôt une spécificité anglaise, portant 90 à 98 canons, et peu représentée dans les autres marines. La flotte de Louis XIV comportait néanmoins des trois-ponts de 64-80 canons classés comme tels. Cette particularité se rencontrait d'ailleurs surtout à partir des années 1650 jusque vers le milieu du XVIIIe siècle.
Plus tard les vaisseaux de troisième rang les plus importants pouvaient aussi être considérés comme trois-ponts.
Au fil des siècles les trois-ponts deviennent de plus en plus imposants, le plus grand jamais construit étant le navire ottoman Mahmudiye (1829), si l'on omet les vaisseaux mixtes propulsés à la vapeur. Pour pouvoir embarquer toujours plus de canons, les marines d'Occident développent la formule des quatre-ponts, appellation toutefois sujette à caution puisque ce sont en réalité des trois-ponts dont les gaillards ont été rejoints entre eux pour former un flush-deck continu de la proue à la poupe, mais dont l'artillerie n'est pas couverte. À ce jour, seuls trois « quatre-ponts » non-mixtes ont effectivement été mis en service : le Santísima Trinidad (1769-1805) espagnol, le USS Pennsylvania (en) (1837-1861) américain et le Valmy (1847-1891) français. Les Britanniques quant à eux dessinèrent mais ne construisirent finalement pas le quatre-ponts HMS Duke of Kent (en) (1809) de 170 canons.